# Aleuroporosus
Aleuroporosus is een geslacht van halfvleugeligen (Hemiptera) uit de familie witte vliegen (Aleyrodidae), onderfamilie Aleyrodinae.
De wetenschappelijke naam van dit geslacht is voor het eerst geldig gepubliceerd door Corbett in 1935. De typesoort is Aleuroporosus lumpurensis.

## Soort
Aleuroporosus omvat de volgende soort:
- Aleuroporosus lumpurensis Corbett, 1935